# Hertul mester
Hertul mester (1300 k. – Sopron, 1355 k.) Károly Róbert udvari festője, Hertul fia Miklós, a Képes krónika feltételezett illuminátorának apja. 
Valószínűleg a Padovai Egyetemen tanult Nekcsei Demeterrel egy időben. Levárdy Ferenc szerint ő festette 1320–30 közt a Magyar Anjou-legendáriumot a visegrádi királyi könyvfestőműhelyben, melyet I. Károly fiának, András hercegnek szánt, és 1330 körül a Nekcsei-biblia képeit is ő készíthette. Károly Róbert egy 1326-i és egy 1331-i oklevele arról szól, hogy a király Hertul nevű festőjének („pictor domini regis”) adományozta a Sopron vármegyei Medgyest (Fertőmeggyes), de az adományozás körül bonyodalmak támadtak és később elzálogosította, majd fia kapta vissza Nagy Lajos királytól, 1356-ban. A bolognai iskola stílusából táplálkozik, ám eszköztára az egyéni vonásokat sem nélkülözi. Talán Nápolyból vagy Bolognából behívott mester volt. Nincs kizárva, hogy falképeket is festett, például Ruszton, a Szent Egyed-templomban és falképeket, oltárképeket a visegrádi vagy a diósgyőri palotában.